# Rafael Albrecht
José Rafael Albrecht (Tucumán, 23 augustus 1941 - Buenos Aires, 3 mei 2021), beter bekend als Rafael Albrecht, was een voormalige Argentijnse voetballer.
Albrecht werd geboren in Tucumán. Hij begon zijn carrière bij Club Atlético Tucumán in 1957. In 1960 werd hij gecontracteerd door Estudiantes, waarmee hij excelleerde en in 1961 werd opgeroepen om te spelen voor het Argentijnse nationale team.
In 1962 maakt hij een transfer naar San Lorenzo voor 10 miljoen peso, een enorm bedrag voor die tijd. In San Lorenzo maakt hij deel uit van de 'Carsucias' in 1964 en de 'Matadores' in 1968. Het 'Matadores'-team won in 1968 het Metropolitano-kampioenschap zonder ook maar één wedstrijd te verliezen. Hij speelde 229 wedstrijden voor de club en scoorde 56 doelpunten.
In 1970 verhuisde Albrecht naar Mexico. Hij speelde eerst bij Club León en hielp het team twee Copa México en twee Campeón de Campeones supercups te winnen. Daarna speelde hij voor Atlas. Na dit seizoen ging hij met voetbalpensioen.
Albrecht speelde in zijn carrière in totaal 506 topwedstrijden en scoorde in totaal 95 doelpunten, waarmee hij op de 7e plaats op de IFFHS-lijst van best scorende verdedigers stond.
Op 3 mei 2021 overleed Rafael Albrecht na twee weken ziekenhuisopname ten gevolge van COVID-19. 